# العلاقات البرازيلية الإستونية
العلاقات البرازيلية الإستونية هي العلاقات الثنائية التي تجمع بين البرازيل وإستونيا.

## مقارنة بين البلدين
هذه مقارنة عامة ومرجعية للدولتين:
| وجه المقارنة                                              | البرازيل | إستونيا                                                                             |
| --------------------------------------------------------- | --- | ----------------------------------------------------------------------------------- |
| المساحة (كم2)                                             | 8.52 مليون | 45.34 ألف                                                                           |
| عدد السكان (نسمة)                                         | 202.66 مليون | 1.32 مليون                                                                          |
| الكثافة السكانية (ن./كم²)                                 | 23.79 | 29.11                                                                               |
| العاصمة                                                   | برازيليا، ريو دي جانيرو | تالين                                                                               |
| اللغة الرسمية                                             | برتغالية برازيلية، Brazilian Sign Language ‏ | اللغة الإستونية                                                                     |
| العملة                                                    | ريال برازيلي، كروزيرو ريال برازيلي ‏، كروزيرو البرازيلية (1990–1993)، البرازيلي كروزادو نوفو، كروزادو برازيلي، cruzeiro ‏، كروزيرو البرازيلية (1942–1967)، الريال البرازيلي (قديم) | يورو، كرون إستوني، كرون إستوني، المارك الإستوني                                     |
| الناتج المحلي الإجمالي (بليون دولار)                      | 2.06 تريليون | 25.92 مليار                                                                         |
| الناتج المحلي الإجمالي (تعادل القوة الشرائية) بليون دولار | 3.22 تريليون | 38.11 مليار                                                                         |
| الناتج المحلي الإجمالي الاسمي للفرد دولار أمريكي          | 8.54 ألف | 17.79 ألف                                                                           |
| الناتج المحلي الإجمالي للفرد دولار أمريكي                 | 15.89 ألف | 28.14 ألف                                                                           |
| مؤشر التنمية البشرية                                      | 0.754 | 0.871                                                                               |
| رمز المكالمات الدولي                                      | +55 | +372                                                                                |
| رمز الإنترنت                                              | .br | .ee                                                                                 |
| المنطقة الزمنية                                           | | ت ع م+02:00، ت ع م+03:00، توقيت شرق أوروبا، أوروبا/تالين ‏، توقيت شرق أوروبا الصيفي ‏ |

## منظمات دولية مشتركة
يشترك البلدان في عضوية مجموعة من المنظمات الدولية، منها:
| علم المنظمة | اسم المنظمة                        | تاريخ انضمام البرازيل | تاريخ انضمام إستونيا |
| ----------- | ---------------------------------- | --------------------- | -------------------- |
|             | الاتحاد البريدي العالمي            | ?                     | ?                    |
|             | يونسكو                             | 4 نوفمبر 1946         | 14 أكتوبر 1991       |
|             | البنك الدولي للإنشاء والتعمير      | 14 يناير 1946         | 23 يونيو 1992        |
|             | منظمة التجارة العالمية             | ?                     | ?                    |
|             | وكالة ضمان الاستثمار متعدد الأطراف | 7 يناير 1993          | 24 سبتمبر 1992       |
|             | الاتحاد الدولي للاتصالات           | 4 يوليو 1877          | 19 مايو 1922         |
|             | منظمة الشرطة الجنائية الدولية      | ?                     | ?                    |
|             | مؤسسة التمويل الدولية              | 31 ديسمبر 1956        | 9 أغسطس 1993         |
|             | مجموعة الموردين النوويين           | ?                     | ?                    |
|             | الأمم المتحدة                      | 24 أكتوبر 1945        | 17 سبتمبر 1991       |
|             | مؤسسة التنمية الدولية              | 15 مارس 1963          | 11 أكتوبر 2008       |
|             | الفريق المعني برصد الأرض           | ?                     | ?                    |
|             | منظمة حظر الأسلحة الكيميائية       | ?                     | ?                    |

## وصلات خارجية
- موقع وزارة الخارجية البرازيلية
- موقع وزارة الخارجية الإستونية